# Haradum
Haradum, het moderne Khirbet ed-Diniye is een archeologische vindplaats in Irak.
De plaats ligt aan de midden-Eufraat ongeveer 90 km stroomafwaarts van het oude Mari waar de rivier vrijwel recht naar het oosten stroomt. De stad was nooit erg groot, maar heeft wel een opvallende bijna vierkante vorm en een geplande roosterachtige aanleg. Een ander opmerkelijke zaak is dat er kleitabletten gevonden zijn waaruit blijkt dat het latere Oud-Babylonische Rijk er de scepter over zwaaide. Eerder werd aangenomen dat de koningen van Babylon in het dal van de Eufraat niet veel te vertellen hadden. In het jaar Ammisaduqa 18 is de stad echter verlaten.